# Chieko Kawabe
Chieko Kawabe (河辺 千恵子?, Kawabe Chieko; Tokyo, 24 febbraio 1987) è una cantante, modella, attrice e conduttrice radiofonica giapponese di etnia mista, con padre giapponese e madre spagnola-filippina.
Diplomatasi a Toshima, Tokyo, l'8 agosto 2008 si è sposata con il produttore Masato Ochi, acquisendo il nome legale di Chieko Ochi (越智 千恵子?, Ochi Chieko).

Una romanizzazione alternativa del suo nome può essere Chieco, in quanto è così che lei firma gli autografi.

## Carriera
A partire dall'età di 12 anni, Chieko ha iniziato ad interpretare il ruolo di Ami Mizuno/Sailor Mercury nel musical di Sailor Moon, intitolato Sera Myu. La sua prima apparizione nel musical è avvenuta nel 2000, durante l'evento Fan Kansha per la presentazione del musical del 2001 Transylvania no Mori. Chieko ha continuato a recitare nella serie di musical Sera Myu per altri due anni, interpretandone cinque compreso lo Speciale del Decimo Anniversario, nel 2002, per il quale è stato registrato anche un DVD.
È apparsa come ospite musicale nel successivo evento Fan Kansha, cantando la canzone Drive Me the Mercury con l'attrice che avrebbe preso il suo posto di Sailor Mercury successivamente, Wakayama Manami. La sua seconda apparizione nel mondo di Sailor Moon è avvenuta nel 2003-2004, quando ha interpretato la migliore amica di Usagi Tsukino, Naru Osaka, nella serie live action Bishōjo senshi Sailor Moon.
Due anni dopo la sua apparizione nei musical, Chieko ha dato avvio ad una propria carriera musicale solista, pubblicando il 27 aprile 2004 il primo singolo tratto dal suo album di debutto, Be Your Girl. La canzone è diventata anche la sigla finale dell'anime Elfen Lied, seguita da Hoshi ni Negai Wo come canzone tema dell'anime Otogizoshi. Il suo secondo singolo, Shining, pubblicato il 24 novembre 2004 e contenente le canzoni Shining, Cry Baby e Quiet Riot, ha ottenuto un discreto successo, trascinando l'attrice/cantante dentro la scena j-pop nazionale.
Il 25 gennaio 2005 è stato pubblicato il singolo Kizunairo, contenente le canzoni Kizunairo, I Can't Wait e Hidamari. I Can't Wait è stata successivamente scelta come sigla per la versione giapponese di una popolare serie televisiva statunitense, Lizzie McGuire. L'album di debutto di Chieko, Brilliance, è stato pubblicato poco dopo Kizunairo. L'album, contenente 11 canzoni, regalò alla cantante discreto successo, e a luglio del 2005 Chieko pubblicò un ulteriore singolo, Candy Baby.
Dopo Candy Baby, Chieko non ha pubblicato nulla per un anno, tornando sulle scene ad aprile del 2006 con il singolo Sakura Kiss, contenente due canzoni. Sakura Kiss è stata scelta come tema dell'anime Ouran High School Host Club, ed ha avuto discreto successo raggiungendo la posizione 71 della classifica Oricon 200, rimanendovi per sei settimane.
Attualmente Chieko ha lasciato un po' da parte la carriera musicale, per dedicarsi alla conduzione di un programma radiofonico nella stazione radio di Harajuku ed alla carriera di modella, tuttavia i messaggi e le immagini promozionali nel suo blog ufficiale lasciano intendere un probabile ritorno alla musica.
L'8 agosto 2008, Chieko ed il produttore televisivo Masato Ochi hanno avviato le pratiche per il matrimonio, informazione tratta direttamente dal blog ufficiale della cantante.

## Discografia

### Album
| # | Informazioni                                                           | Posizione in classifica |
| - | ---------------------------------------------------------------------- | ----------------------- |
| 1 | Brilliance - Data di pubblicazione: 15 marzo 2005 - Lingua: giapponese | #92                     |

### Singoli
| # | Informazioni                                                                                                 | Posizione in classifica |
| - | --- | ----------------------- |
| 1 | Be Your Girl - Data di pubblicazione: 28 aprile 2004 - Album: Brilliance                                     | #67                     |
| 2 | Shining~Cry Baby - Data di pubblicazione: 25 novembre 2004 - Album: Brilliance                               | #157                    |
| 3 | Kizunairo (絆色) - Data di pubblicazione: 26 gennaio 2005 - Album: Brilliance                                | #150                    |
| 4 | Candy Baby/Mama Made (キャンディベイベ－／マーマメイド) - Data di pubblicazione: 21 luglio 2005 - Album: TBA | N/A                     |
| 5 | Sakura Kiss (桜キッス) - Data di pubblicazione: 26 aprile 2006 - Album: TBA                                  | #71                     |